# Tunelul Kortenberg (Bruxelles)
Tunelul Kortenberg (în franceză Tunnel de Cortenbergh; în neerlandeză Kortenbergtunnel) este un tunel rutier din Regiunea Capitalei Bruxelles. Tunelul face parte din ansamblul de tuneluri Belliard și conectează tronsoanele Belliard și giratoriul Schuman cu tronsonul Roodebeek. Tunelul Kortenberg este o importantă arteră pentru traficul care părăsește Bruxelles-ul către autostrada A3/E40 și are sens unic între Piața Robert Schuman și intersecția dintre Bulevardul Kortenberg și strada Notelaarsstraat / Rue du Noyer, pe direcția de ieșire din Bruxelles. Între Piața Jamblinne de Mieux și Bulevardul Roodebeek, tunelul Kortenberg este prevăzut cu două sensuri de mers.
Bulevardul Kortenberg, situat deasupra tunelului, are două sensuri de mers și doar ultima sa porțiune, din zona Pieței Schuman, este sens unic, pentru traficul ce intră în oraș.
Sub porțiunea sud-vestică a tunelului Kortenberg a fost construit, între anii 2008 și 2015, tunelul feroviar Schuman-Josaphat.

## Descriere
În lungime de 784 m, tunelul Kortenberg reprezintă porțiunea cea mai lungă a tunelului Belliard. Galeria sa, construită sub Bulevardul Cortenbergh / Kortenberg și Piața Jamblinne de Meux, a fost executată între anii 1989 și 1993.
Tunelul este în principal o linie dreaptă, dar la capăt este prevăzut cu o curbă largă cu raza de 323 m și o pantă transversală de 6,7% spre interior. Viteza maximă autorizată în tunelul Kortenberg este de 70 km/h.